# 横山良八
横山 良八（よこやま りょうはち、生没年不詳）は明治時代の地本問屋。

## 来歴
松根屋と号す。明治16年（1883年）に竹川町6番地で、明治20年（1887年）には下谷数寄屋町12番地で、明治27年（1894年）には馬喰町1丁目4番地で営業している。横山国松の一族か、あるいは弟かといわれる。楊洲周延、歌川国保、尾形月耕、小島松月、楊斎延一らの錦絵を出版している。明治36年（1903年）2月22日に日本橋堀江町に東京団扇合名会社を設立し、団扇、扇子、カレンダーの製造、卸を開始した。
昭和2年（1927年）、2代目の横山寅吉が社長に就任、東京市日本橋区横山町5番地において東京団扇株式会社に組織変更する。寅吉は大正10年（1921年）から船形町へ移って団扇造りを始めた。昭和12年（1937年）に強口三郎が3代目社長に就任、昭和39年（1964年）、株式会社東団に社名を変更。昭和42年（1967年）、国際カレンダー株式会社を設立。昭和47年（1972年）に強口雄三が4代目社長に就任、昭和60年（1985年）、強口邦雄が5代目社長に就任、雄三は会長についた。
平成5年（1993年）4月、90周年を機に社名を株式会社トーダンとし、現代にいたる。

## 作品
- 尾形月耕 『延遼館天覧相撲之図』 大判3枚続 明治17年（1884年） 神奈川県立歴史博物館所蔵
- 楊洲周延 『小学唱歌之略図』 大判3枚続 明治20年（1887年）
- 歌川国保 『新年御拝賀之図』 大判3枚続 明治20年（1887年）
- 小島勝月 『明治廿二年二月十一日憲法発布式之図』 大判3枚続 明治22年（1889年）
- 楊洲周延 『幻灯写心競』 大判揃物 明治23年（1890年）
- 楊洲周延 『東京名所之内浅草公園十二階凌雲閣之図』 大判3枚続 明治25年（1892年）ころ
- 尾形月耕 『源氏五十四帖』 大判55枚揃（目次1枚と全54図） 明治25年（1892年）‐明治28年（1895年）
- 楊洲周延 『日韓交渉事件』 大判3枚続 明治27年（1894年） 東京経済大学図書館所蔵
- 楊斎延一 『広島県御安着之図』 大判3枚続 明治27年（1894年）